# 共楽公園 (福島市)
共楽公園（きょうらくこうえん）は、福島県福島市にある都市公園である。

## 概要
福島市街地南部、杉妻地区の伏拝の高台に位置し、福島盆地を南方から眺める高台公園であり、福島市街地西部の眺望に優れる。もともとは天正年間に伊達政宗によって整備され、江戸期には五街道の一つとなった奥州街道の沿線であり、1876年6月19日に明治天皇が奥羽巡幸の際に立ち寄った場所であることを記念した明治天皇伏拝野立所碑などの石碑や祠などが建立されている空間を整備し1978年に福島市により公園として供用が開始された。明治10年代に奥州街道は現在旧4号と呼ばれる福島市道47号南町浅川線のルートに換線されたため、現役時代の幅員のまま園内に旧街道が残されている。
福島市制100周年記念事業の一環として178株のアジサイが植えられ、開花時期には綺麗に咲き広がり来園者の目を楽しませている。

## 施設
- 複合遊具・ブランコ
- トイレ（1981年築 RC造）
- 四阿（1993年設置）
- バーゴラ(1983年設置）
- 明治天皇伏拝野立所碑
- 共楽園記の碑 - 大正天皇即位記念として貴族院議員鈴木周三郎によって1913年（大正2年）に建立された。
- 弘法大師堂
- 拝石 - 伏拝の地名の由来となったとされる。「信達平野が湖水であった頃、信夫三山（羽黒山、月山、湯殿山）の参拝は湖水を渡ることができず、ここより伏し拝んだ」という言い伝えによるもの。（実際は福島盆地が湖であったことはない）
- 石仏石塔群
- 馬頭観音 - 福島宿（現在の福島市街地）に出店していた飛脚問屋の島屋が1805年（文化2年）に道中安全を願い建立したもの。

## その他
- 当公園の北側へ進むと奥州街道の難所であった伏拝坂に至る。